# Saccharicola taiwanensis
Saccharicola taiwanensis är en svampart som först beskrevs av J.M. Yen & C.C. Chi, och fick sitt nu gällande namn av O.E. Erikss. & D. Hawksw. 2003. Saccharicola taiwanensis ingår i släktet Saccharicola och familjen Massarinaceae.   Inga underarter finns listade i Catalogue of Life.